# バックプレーン

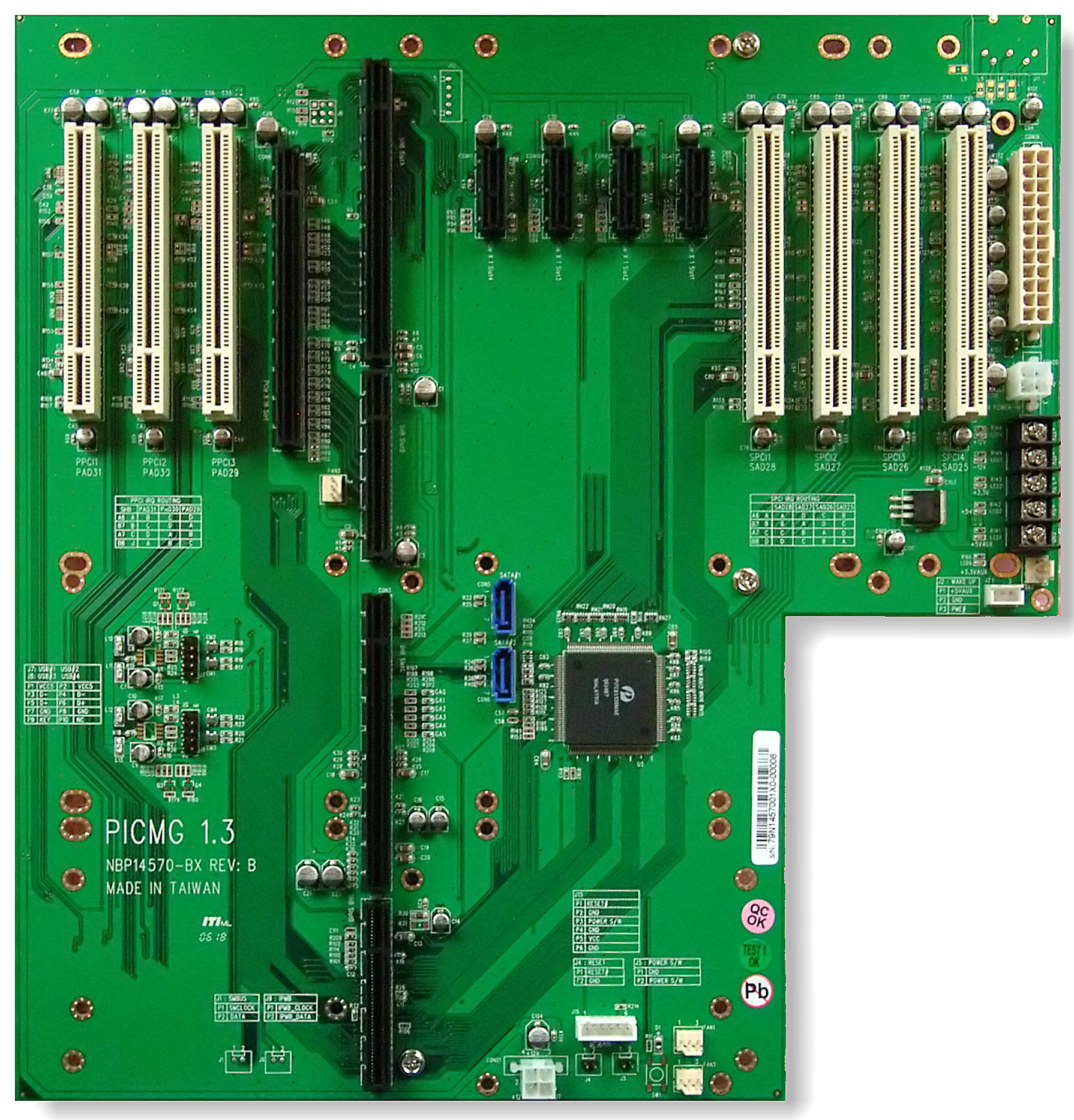
PICMG 1.3 規格のバックプレーン

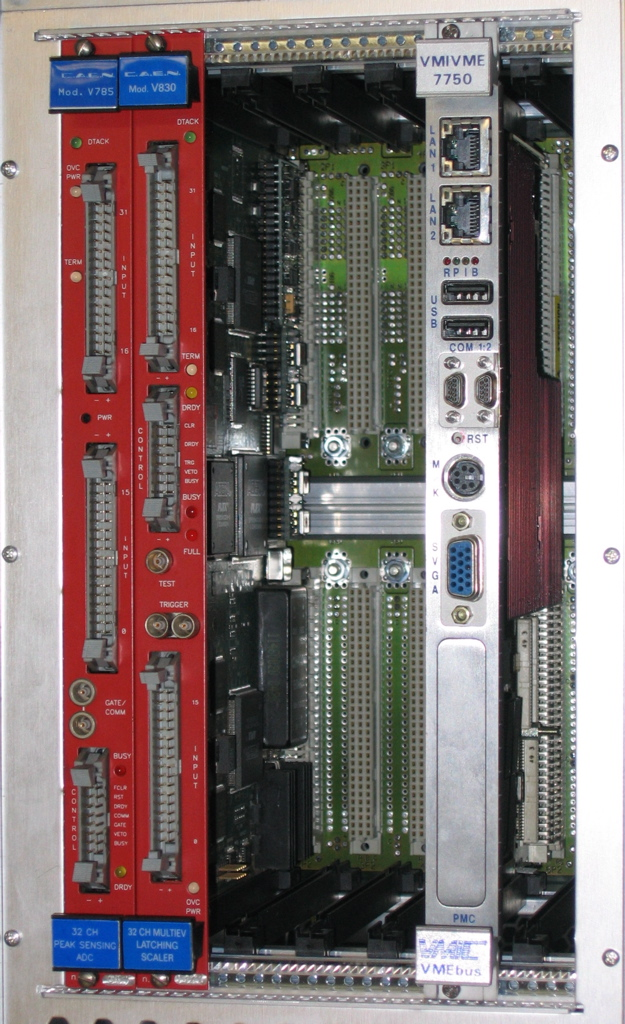
VMEバスのカードとバックプレーン（奥）

バックプレーン（英: Backplane）は、回路基板（通常、プリント基板）の一種で、複数のコネクタを基板上で相互に正しく（各コネクタの対応するピン同士を）相互接続したものであり、バスを形成している。複数の回路基板をコネクタに挿入することで相互接続し、コンピュータシステムを構成するバックボーンとして機能する。

## 概要
コンピュータを、CPUを含む各モジュールがバックプレーンバスで接続されている、といった構成で作ることは、パソコン以前の古くから見られる。たとえばDECのミニコンのUnibusがある。
マイクロコンピュータで、このような形態でコンピュータシステムを構成した古い例としては、S-100バスを使ったシステムがある。Apple II や IBM PC といった初期のパーソナルコンピュータでも拡張カード用のバックプレーンを内蔵していた。
マザーボードは、バックプレーンとしての機能も持つが、通常バックプレーンとは別に扱われる。バックプレーンの場合、その回路基板上には計算能力がなく、CPUはプラグインで提供されるCPUボード上にある。
バックプレーンはケーブル接続よりも信頼性に優れているとされている。ケーブルの場合、カードを挿入・抜去する度にケーブルを動かす必要があり、それによって機械的な障害が発生する可能性がある。バックプレーンの場合、コネクタの寿命が続く限り、高い信頼性を維持する。例えば、VMEバスシステムで使われている DIN 41612 コネクタは50回から500回の挿入/抜去が可能とされている（製品の種類によって差がある）。
バックプレーンは、CPUその他のコンピュータ機能を実装した制御用シングルボードコンピュータ以外の最小限の機能を提供する。PICMG 1.3 規格のシングルボードコンピュータは、PICMG 1.3 バックプレーンと接続可能で、System Host Board と呼ばれる。
シングルボードコンピュータと対応していないバックプレーンは、単にプラグインカード群への電源供給を行う。例えば、プラグインカード製造業者は、そのようなバックプレーンを使って製品上のROMの焼付けを行う。
さらに、コンピュータのバスをケーブルで拡張して外部のバックプレーンに接続する形態もある。この場合、通常そのバックプレーンは別筐体にあり、ホストコンピュータ内にある拡張スロット以上のスロットや仕様の異なるバスのスロットを提供する。接続に際しては、ケーブルだけでなく、本体側の通信回路（基板）と拡張バックプレーン側の拡張基板が必要である。この場合、バックプレーン側にシングルボードコンピュータは不要である。

## アクティブ・バックプレーン
パーソナルコンピュータでは、初期の IBM PC の ISA やS-100バスの場合のように全てのコネクタが共通のバスに接続される形態から、より複雑な形態へと進化している。PCI 規格では駆動できるスロット数などに限界があるため、バックプレーンは「アクティブ」なものと「パッシブ」なものに枝分かれしている。
パッシブ・バックプレーンでは、回路を駆動するようなアクティブなバス要素は持たない。必要な調停回路は全てプラグインされるカード側にある。アクティブ・バックプレーンでは、スロット間の各種信号のバッファリングを行うチップを実装している。
これらの違いはそれほど明確でない場合もあるが、単一故障点(SPOF)がないシステムを構築しようとする場合に重要となる。パッシブ・バックプレーンは、それがシステム内に1つしかない場合でも、SPOFとはみなされない。アクティブ・バックプレーンはもっと複雑であるため、故障の可能性がゼロとは言えない。
インテルのプロセッサを中心としたシングルボードコンピュータでは、PICMG がバックプレーンのインタフェース規格として PICMG 1.0, 1.1, 1.2（ISA と PCI をサポート、1.2 はさらに PCIX もサポート）と PICMG 1.3 （PCI Expressサポート）を提供している。

## ストレージにおけるバックプレーン

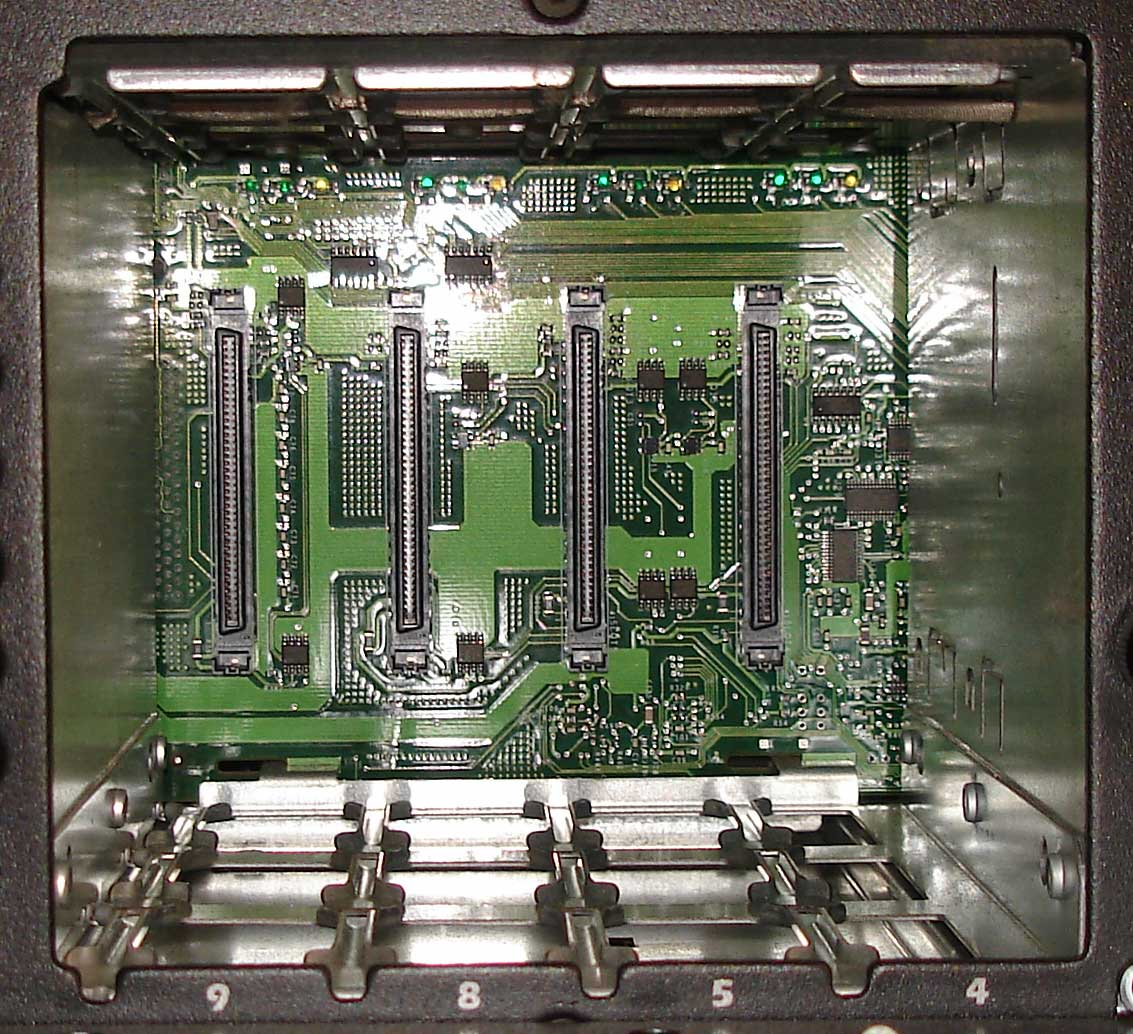
SCSI規格のHDDを複数個実装するためのバックプレーン

バックプレーンは、複数のハードディスクドライブを単一のディスクアレイ・コントローラに接続する際にもよく使われる。このようなバックプレーンは、ディスクエンクロージャ、ディスクアレイ、サーバなどによく見受けられる。
SATAやSASのハードディスクドライブでは、バックプレーンとホストバスアダプタとの通信にSGPIOプロトコルが一般に使われる。

## ミッドプレーン
バックプレーンでは、一方の面だけにコネクタがあって、カードが挿入されるが、ミッドプレーン（midplane）では両面にコネクタがあって、両面からカードが挿入される。これは、大型のシステムでよく使われる形態である。ネットワークや通信向けに多い形態で、一方の面にはプロセッサカードが挿入され、もう一方の面にはネットワークカードが挿入される。ブレードサーバにもこの形態が多く、サーバブレード群を一方の面に実装し、周辺機能（電源、ネットワーク、その他のI/O）やサービスモジュールを裏面から実装している。